# 高湯温泉
高湯温泉（たかゆおんせん）は、福島県福島市町庭坂（旧国陸奥国、明治以降は岩代国）にある温泉。土湯温泉とともに土湯・高湯温泉郷を構成する。
温泉街はJR福島駅の西約18kmの、吾妻連峰に連なる標高約750メートルの高地に位置する。磐梯吾妻スカイライン入口に温泉街が所在しており、高湯温泉は温泉地のほぼ全域が磐梯朝日国立公園に指定されている。また、高湯温泉は信夫高湯ともいい、山形の白布高湯（白布温泉）や最上高湯（蔵王温泉）と並んで奥羽三高湯と称される。
9本の源泉があり、「滝の湯」「熱湯」「仙気の湯」など、それぞれに名前が付けられている。源泉によって湯花が多いものや、砂を吐くものなど特徴に違いがある。江戸時代から地形の高低差を利用した自然流下による引き湯が行われており、加温、加水を一切せず、6軒の宿と1軒の公衆浴場に供給されている。

## 泉質
全国有数の硫黄成分濃度の高さで知られ、全国の硫黄泉を調査した海軍軍医学校の神林美治は「高湯の湯は全国一の有効温泉」と評価した。
- 酸性-含硫黄-アルミニウム・カルシウム-硫酸塩泉（硫化水素型）など

## 歴史
- 天文年間（1532年-1555年）温泉が発見される。
- 慶長年間（1596年-1615年）湯治場として広く知られる。
  - 温泉が用いられるようになったのは、郷土史研究家によれば1607年（慶長12年）であるという。伝承によれば、宍戸五右衛門と菅野国安が発見し、宍戸は信夫屋（現在の「共同浴場あったか湯」）、菅野は安達屋という旅館を開いたという[4]。
- 1933年（昭和8年）- 海軍軍医学校の神林美治に「高湯の湯は全国一の有効温泉」と評価される。
- 1999年（平成11年）4月20日 - 福島市内の土湯温泉と共に国民保養温泉地に指定される。
- 2022年12月8日 - 地域団体商標に登録された[5]。
- 2025年2月17日 - 源泉管理のため入山したホテルの支配人など3人が行方不明となり、18日正午までに発見されたが、硫化水素ガスを吸ったとみられ、全員の死亡が確認された[6]。

## 交通
- 路線バス：東北新幹線福島駅から上姥堂（高湯温泉直通便）行きバスで約40分
- 乗用車：東北自動車道福島西ICから約30分

## 画像

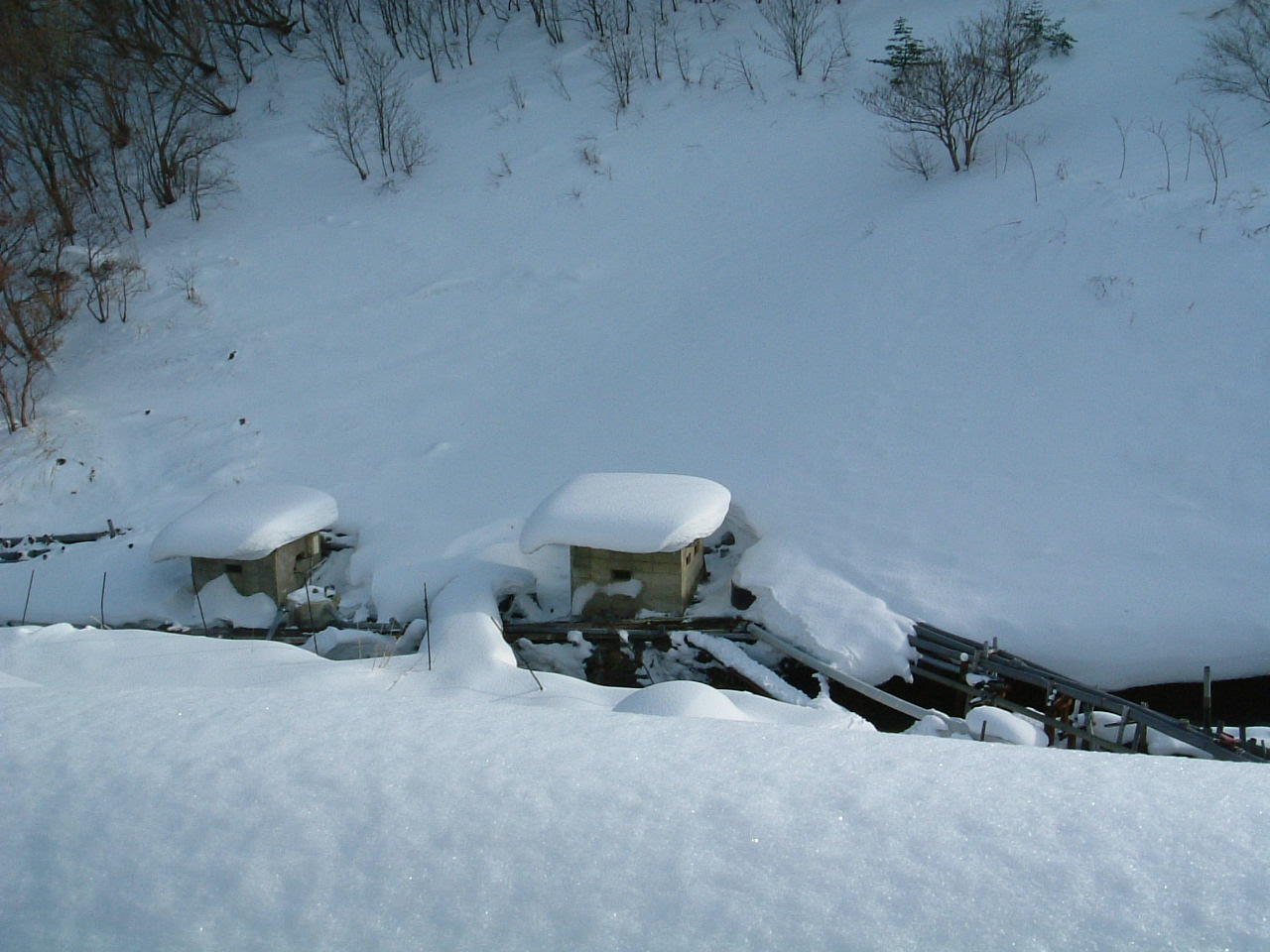
高湯温泉の配湯管
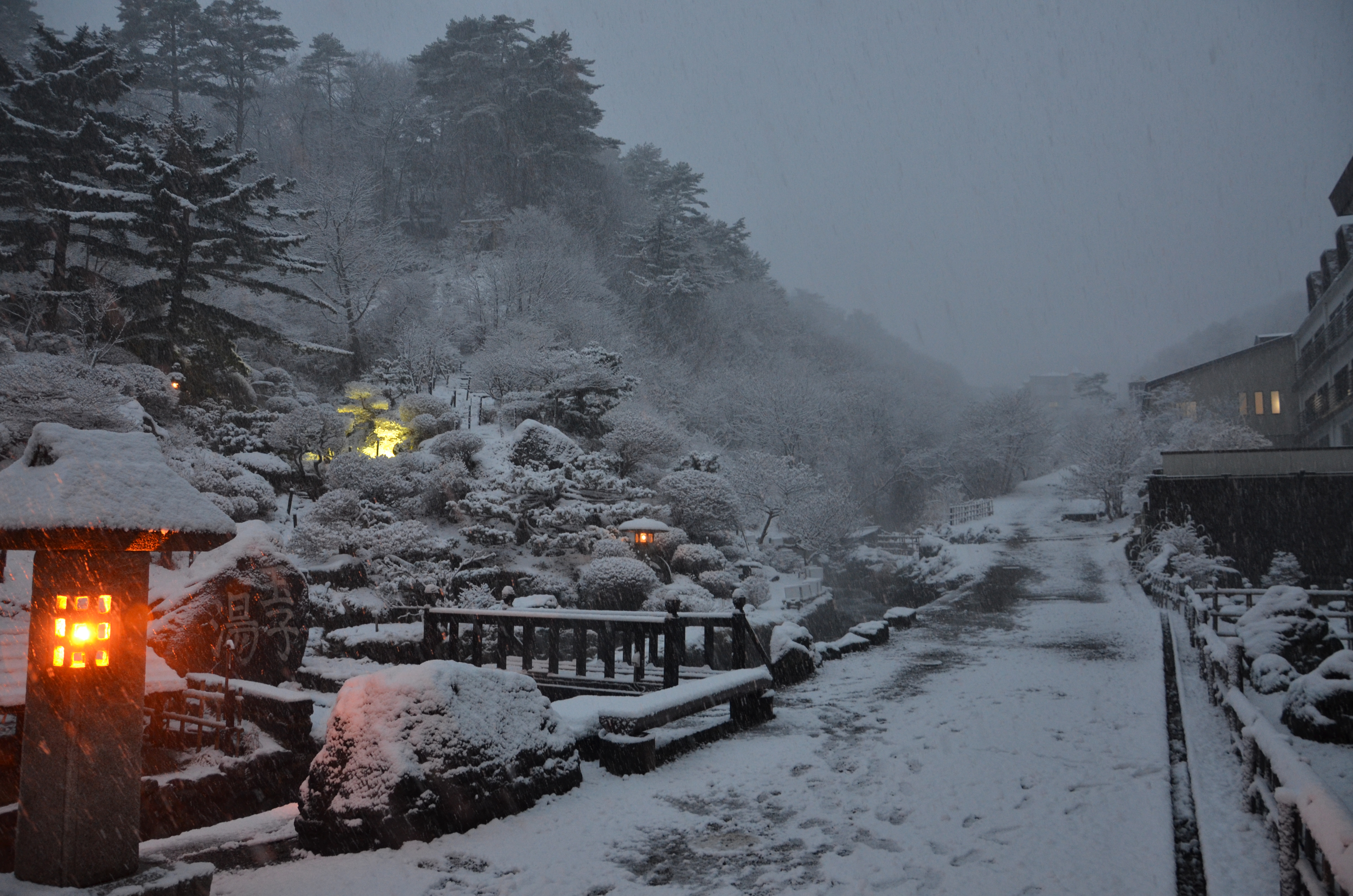
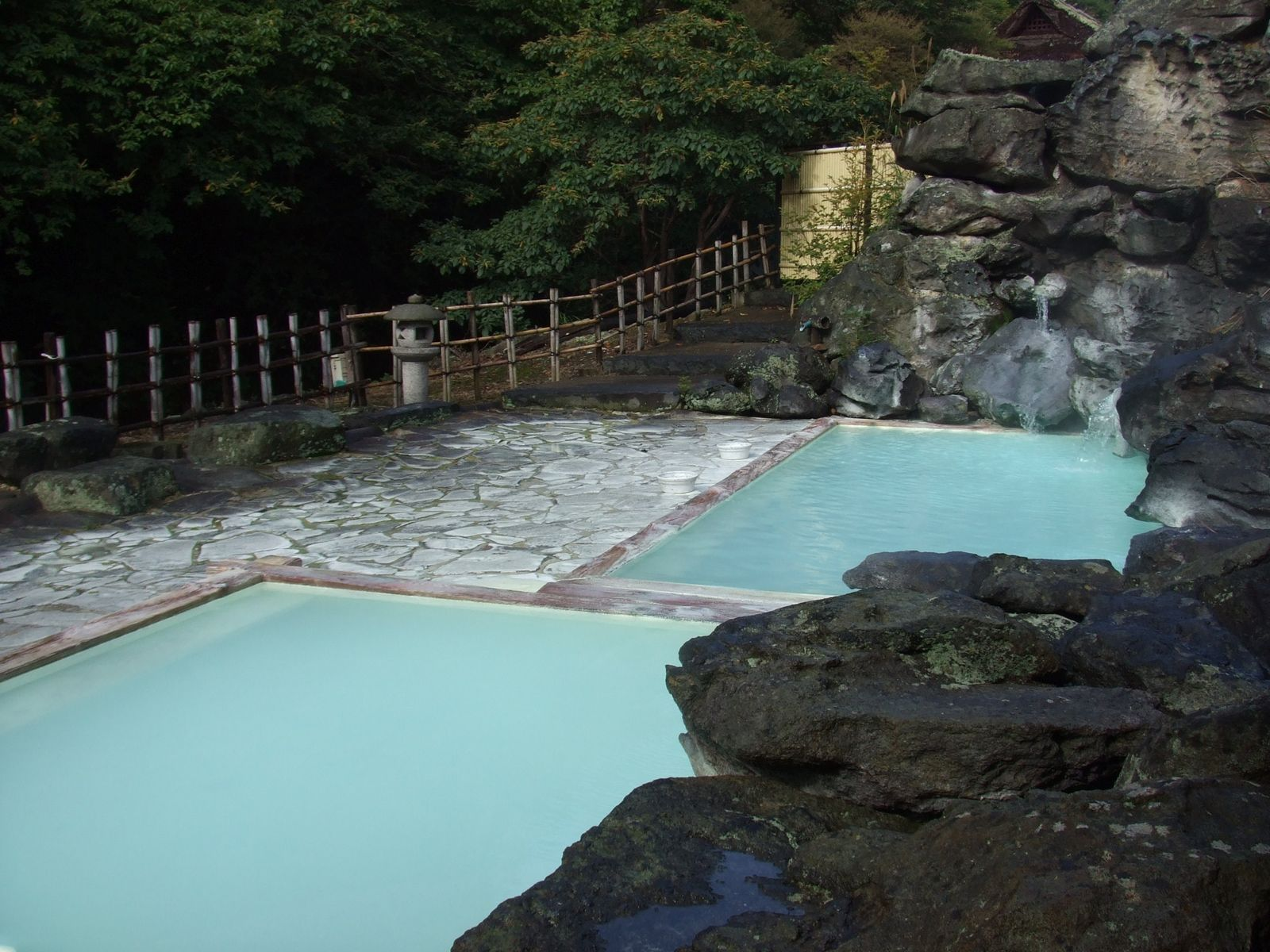
玉子湯「天渓の湯」